# Horváth Sz. István
Horváth Sz. István (Sz. azaz Szilágyi; Kolozsvár, 1951. november 13. –) erdélyi magyar közíró, színikritikus, műfordító.
Álneveiː Ács István, Dézsi Iván, Dési Iván, Erdélyi István, Horka István.

## Életpályája
Középiskolát szülővárosában a 11. számú Líceumban végzett (1970), orosz–magyar szakos tanári diplomát a Babeș–Bolyai Egyetemen szerzett (1975). Hat évig Désen általános iskolában tanított, 1982 után az Electromecanica Kisipari Szövetkezet műszaki fordítója volt Kolozsvárt. 1988-ban Magyarországra települt. Előbb a Köznevelés munkatársa, majd 1990-től a Mai Nap újságírója, ill. a kultúrrovat helyettes szerkesztője. 1995 és 1997 között a Magyar Ökumenikus Szeretetszolgálat munkatársaként Boszniában, majd Csecsenföldön vezet humanitárius missziót. 1997 óta Kanadában él, ahol előbb alkalmazott nyelvészeti és transzkulturális kommunikációs tanulmányokat folytatott, majd tolmácsként dolgozott. 2004-től saját web design és internet marketing vállalkozást vezet. Ingyenes webmestere a Káfé Főnix internetes irodalmi és képzőművészeti lapnak.
Írásait a Művelődés, Utunk, Korunk, Igaz Szó, Echinox, Új Élet közli, az Igazság munkatársa. Érdeklődésének központjában a színház áll. Már főiskolás korában a Stúdió '51 alapító tagja, szereplője és rendezője. Ahonnan a kritika távol marad... címmel felveti a műkedvelő színjátszás korszerűsítésének kérdéseit (Korunk 1978/10), színészportrékat mutat be A Hét 1982-es Színjátszó személyek című évkönyvében, a színházi riport művelője. 1980 után állandó pedagógiai rovata volt a Kolozsvári Rádió magyar adásában.
Magyarországon írásait közölte a Köznevelés, Mai Nap, Új Tükör, Film Színház Muzsika, IPM, Könyvvilág, Élet és Irodalom stb. Alkalmakként a Magyar Rádió és a NapTV műsoraiban könyv- és sajtószemlével volt jelen.
Mikó Imrével és Kicsi Antallal társszerzője a Balázs Ferenc című monográfiának (1983). Vladimir Nabokov Luzsin-védelem c. regényének magyar fordítója (1990, 2008). Bevezető tanulmányt, ill. utószót írt a Kriterion Kiadónál megjelent Tamás Gáspár, Maxim Gorkij, Ivan Bunyin kötetekhez.
Kanadai évei alatt kizárólag az interneten publikál; a magyar nyelvű bloggozás egyik úttörője (2002).
A rendszerváltozás után bejárta a világot, leginkább Kanadában tartózkodik. Blogjában írja: „Laktam Kolozsváron (tizenvalahány különböző címen), Désen, Budapesten, Hamiltonban, Toronto egyik elővárosában (Ontario, Kanada), aztán Vancouverben (British Columbia), ismét Hamiltonban, majd Winnipegben. Winnipegen. Kinek mi tetszik. Manitoba. Dolgoztam Désen, Kolozsváron, Budapesten, Bijeljinában (Bosznia), Mahacskalában és Haszavjurtban (Dagesztán), Groznijban (Csecsenföld), és az összes fentebb sorolt kanadai helyszíneken.”

## Külső hivatkozások
- Blogja